# Чупрене
Чупрене (буг. Чупрене) је село на северозападу Бугарске и седиште истоимене општине Чупрене у Видинској области. Према подацима пописа из 2021. године село је имало 436 становника.

## Демографија
Према подацима пописа из 2021. године село је имало 436 становника што је мање за 20,3% у односу на 2011. када је било 547 становника. Већину становништва чине Бугари, а од мањина највише има Рома.
| Етнички састав према попису из 2011.‍ | Етнички састав према попису из 2011.‍ | Етнички састав према попису из 2011.‍ | Етнички састав према попису из 2011.‍ | Етнички састав према попису из 2011.‍ |
| ------------------------------------ | ------------------------------------ | ------------------------------------ | ------------------------------------ | ------------------------------------ |
|                                      |                                      |                                      |                                      |                                      |
| Бугари                               | Бугари                               |                                      | 420                                  | 76,78%                               |
| Роми                                 | Роми                                 |                                      | 85                                   | 15,54%                               |
| Остали и неизјашњени                 | Остали и неизјашњени                 |                                      | 1                                    | 0,18%                                |
| Нису одговорили                      | Нису одговорили                      |                                      | 41                                   | 7,50%                                |

## Галерија
- Панорама села
- Сахат-кула
- Главна улица
- Црква Светог Николе
- Читалиште „Христо Ботев”
- Школа